# Снимщиков, Василий Андреевич
Василий Андреевич Снимщиков (род. 3 декабря 1938, Чулпан, Астраханская область) — советский и российский оперный и камерный певец. С 1996 по 2013 год являлся ведущим солистом Астраханского театра оперы и балета. Популярный исполнитель русских и зарубежных арий, романсов, русских народных песен и духовных произведений. Много выступал в концертах духовной музыки с астраханским камерным хором «Лик».

## Биография
Родился в селе Чулпан Икрянинского района Астраханской области.
Родители — Андрей Алексеевич и Устинья Васильевна Снимщиковы. В браке с Галиной Ивановной Снимщиковой с 1968 года, есть дочь Ольга Васильевна Снимщикова.
В 1966 году поступил в Тамбовское музыкальное училище. С 1968 года был солистом оперной студии при Астраханском институте рыбной промышленности и хозяйства. С 1983 года являлся солистом Оперной студии Астраханской государственной консерватории. С 1996-го по 2013 год ведущий солист Астраханского театра оперы и балета.
С 1968 года по 2021 год, в разные периоды, являлся солистом Покровского кафедрального собора, Церкви Иоанна Златоуста, Храма Святой Живоначальной Троицы. Высоко ценился как церковный певец служителями церкви и прихожанами.

## Награды
Памятная грамота за блестящую, многолетнюю службу русской православной музыкальной культуре на концертах ежегодных пасхальных музыкальных фестивалей.
Дипломант фестиваля духовной и фольклорной музыки в Афинах (в составе квартета «Россияне»). Лауреат премии имени Марии Максаковой (в 2004 и 2013 годах). Международный русский кинофестиваль: диплом в номинации «Понять русскую душу» (фильм про Василия Снимщикова «Выстраданная песня», режиссёр О. Снимщикова).

## Гастроли
- 1994 — Греция, Афины в составе квартета «Россияне».

### САстраханским театром оперы и балета
- 2001 — Элиста, Калмыкия
- 2005 — Волгоград

В 2000 году выступал в доме-музее Ф. И. Шаляпина по приглашению Шаляпинского общества Москвы.

## Репертуар
- Дон Базилио — «Севильский цирюльник»
- Собакин — «Царская невеста»
- Гремин — «Евгений Онегин»
- Спарафучиле, Монтероне — «Риголетто»
- Пимен — «Борис Годунов»
- Анджелотти — «Тоска»
- Король Рене — «Иоланта»
- Цунига — «Кармен»
- Нотариус — «Дон Паскуале»
- Доктор Гренвиль — «Травиата»
- Отец Земфиры — «Алеко»
- Бонза — «Мадам Баттерфляй»
- Сурин — «Пиковая дама»
- Феррандо — «Трубадур»
- Мефистофель — «Фауст»
- Бартоло — «Свадьба Фигаро»
- Пуассон — «Принцесса цирка»
- Де Бриош — «Весёлая вдова»
- Адвокат — «Летучая мышь»
- Пан Чуб — «Черевички»

### Камерный репертуар
- Духовные произведения композиторов Павла Чеснокова, Дмитрия Бортнянского и других.
- Старинные русские и зарубежные романсы Николая Зубова, Александра Дюбюка, Михаила Глинки и других.
- Русские народные песни.
- Документальный фильм про Василия Снимщикова «Выстраданная песня» — режиссёр Ольга Снимщикова, Россия, 2021 год.